# Corbulipora tubulifera
Corbulipora tubulifera is een mosdiertjessoort uit de familie van de Cribrilinidae. De wetenschappelijke naam van de soort is, als Cribrilina tubulifera, voor het eerst geldig gepubliceerd in 1881 door Hincks.